# Agyemang Opoku
Agyeman Prempeh Opoku (Obuasi, 7 de junho de 1989) é um futebolista profissional ganês que atua como meia.

## Carreira
Agyeman Prempeh Opoku fez parte do elenco da Seleção Ganesa de Futebol na Campeonato Africano das Nações de 2010.

## Títulos
Gana
- Campeonato Africano das Nações: 2010 2º Lugar.